# Hannes Pétursson
Hannes Pétursson (ur. 14 grudnia 1931 w Sauðárkrókur) – poeta islandzki. Studiował literaturę w Kolonii i Heidelbergu. W swojej twórczości odnosi motywy ze starych sag islandzkich do problemów współczesności. Wybrane tomy wierszy to: Kvæðabók (1955), Í sumardölum (W krainie lata, 1959), Stund og staðir (Czas i przestrzeń, 1962), Innlönd (Wewnętrzne miejsca, 1968), 36 ljóð (1983), Eintöl á vegferðum (1991). W poezji porusza głównie problemy samotności w nowoczesnym społeczeństwie.